# Neuroarquitetura
Neuroarquitetura refere-se ao estudo da neurociência aplicada à arquitetura. É o estudo que analisa os impactos do ambiente físico no comportamento humano.
Os espaços físicos funcionam como um tipo de proteção para nossas memórias, como por exemplo quando nos deparamos com objetos semelhantes aos que encontramos em nossas casas, temos a percepção de estarmos em um ambiente seguro e familiar. Na prática, encontramos nosso lugar na mesa do trabalho por meio de nossa percepção sensorial; o cérebro faz uso de superfícies e sistemas espaciais para armazenar e organizar o mundo em que vivemos.
A neuroarquitetura conecta a neurociência, a psicologia de Gestalt e a arquitetura, em uma abordagem integral que se concentra, em especial, nos preceitos da formação de armações e na mobilidade do indivíduo dentro do espaço físico.

## Visão geral
Determinadas características dos ambientes a nossa volta fazem o cérebro desenvolver certas emoções e sensações. Com isso, a neurociência tem um papel fundamental na geração de novos espaços para que os ambientes possuam maior harmonia e que assim, o cérebro se sinta confortável em produzir conteúdos satisfatórios para o usuário.

## História
O termo neuroarquitetura surgiu em 2003, após a criação da Academy of Neuroscience for Architecture (ANFA) em San Diego (Califórnia), como um setor do American Institute of Architects (AIA), localizado em Washington, DC. Seu primeiro presidente foi o arquiteto John Eberhard (1927-2020), autor do livro Architecture and the Brain: A New Knowledge Base from Neuroscience (2007). e também membro do AIA. A partir deste momento, o tema começou a ser difundido nas escolas de arquitetura por todo o mundo.

### Aplicações no Brasil
No Brasil, a neuroarquitetura está ainda começando a atrair admiradores e arquitetos, porém ainda com projetos mais voltados aos ambientes corporativos que visam estimular a produtividade dos funcionários, melhorando foco e concentração no âmbito profissional.

## Coworking

### Conceito
Coworking, cotrabalho, trabalho colaborativo ou trabalho cooperativo, é um modelo de trabalho que se baseia no compartilhamento de espaço e recursos de escritório, reunindo pessoas que não trabalham necessariamente para a mesma empresa ou na mesma área de atuação, podendo inclusive reunir entre os seus usuários os profissionais liberais, empreendedores e usuários independentes.

### Relação com a neuroarquitetura
Por se tratar de um modelo que se baseia na forma como o ambiente interfere nas relações humanas, o coworking torna-se diretamente interligado à neuroarquitetura. Esta forma de ordenação no ambiente profissional causa grandes influências no comportamento dos colaboradores de uma instituição, podendo assim, ser uma alternativa para solucionar o problema de isolamento do modelo de trabalho convencional, adotado pela maioria das empresas, onde cada funcionário fica condicionado ao seu próprio espaço, fechado, e sem interação direta com os outros setores da colaboração.
Tais condutas de trabalho colaborativo já foram comprovadas como uma ótima alternativa para o aumento da produtividade dos funcionários da organização, fazendo assim, a interação entre novos setores e facilitando o processo de networking.

## Vídeo explicativo -StoryTelling
Neuroarquitetura - Comportamento Organizacional - YouTube